# Penkenbahn
Le Penkenbahn est une remontée mécanique de type téléphérique 3S située à Mayrhofen dans le Tyrol en Autriche. Il s'agit du principal moyen de transport permettant de relier la ville de Mayrhofen au domaine skiable de Ski Zillertal 3000 au niveau du secteur de Penken. La remontée fut inaugurée en 2015 en remplaçant un ancien téléphérique 2S sur le même tracé,,.

## Description

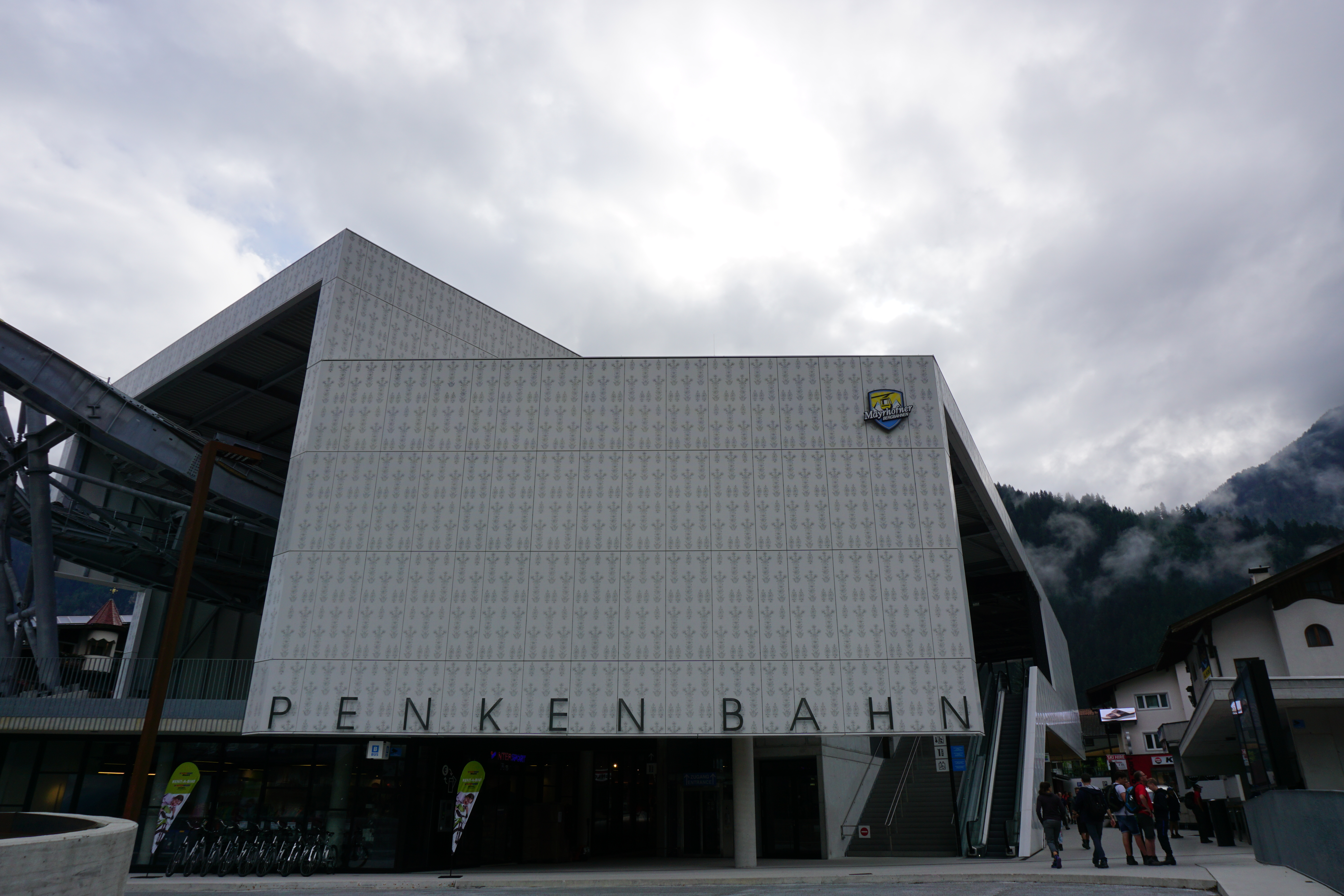
Station aval du Penkabahn à Mayrhofen

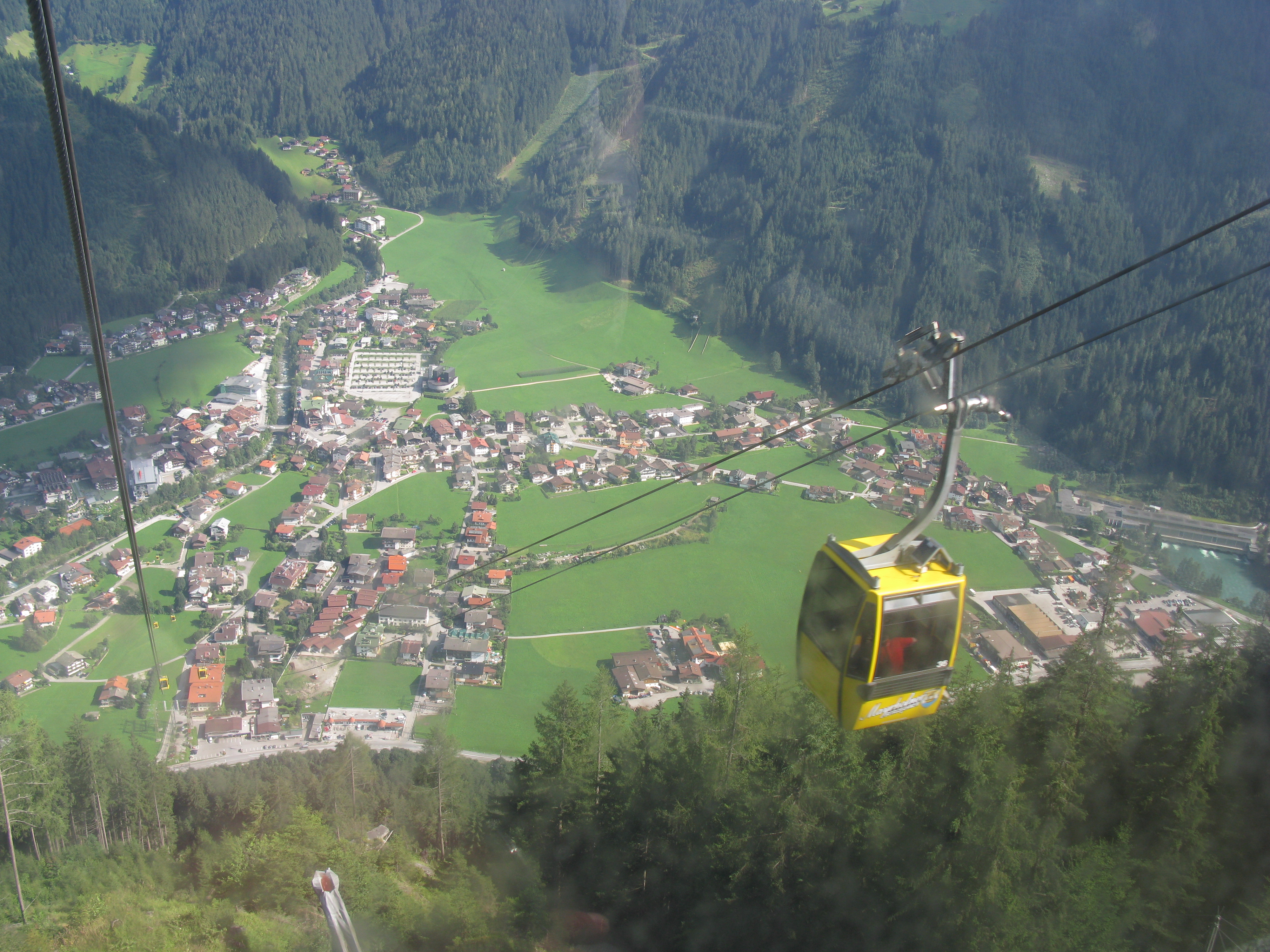
Ancien téléphérique 2S ayant fonctionné de 1996 à 2015

La gare aval est située à 650 mètres d'altitude dans le centre-ville de Mayrhofen au niveau de la rue principale. Elle se situe également à proximité de la gare aval du Téléphérique Ahornbahn qui dessert le secteur Ahorn du domaine skiable. Le bâtiment de la gare abrite la caisse des forfaits ainsi que des magasins de matériels de ski.
La ligne est longue de presque 3 km avec une dénivelée de plus de 1000 mètres. Cette dernière est soutenue par 3 pylônes dont le premier a la particularité de lui faire effectuer un léger virage sur la gauche dans le sens de la montée, cas extrêmement rare sur une remontée de ce type.
La gare amont est située à 1790 mètres d'altitude dans le secteur du Penken et abrite la partie motrice de la remontée. Depuis la gare il est possible d'accéder au domaine d'altitude en empruntant le Télémix Kombibahn ou bien de Télésiège débrayable Penken Express. En revanche il n'y a pas de pistes aménagées permettant de redescendre sur Mayrhofen, les skieurs sont obligés d'emprunter la remontée pour retourner en station.